# Окли-Крик
Окли-Крик — речка в Новой Зеландии, на территории города Окленд. Впадает в бухту Ваитемата залива Хаураки.

## Антропогенное воздействие

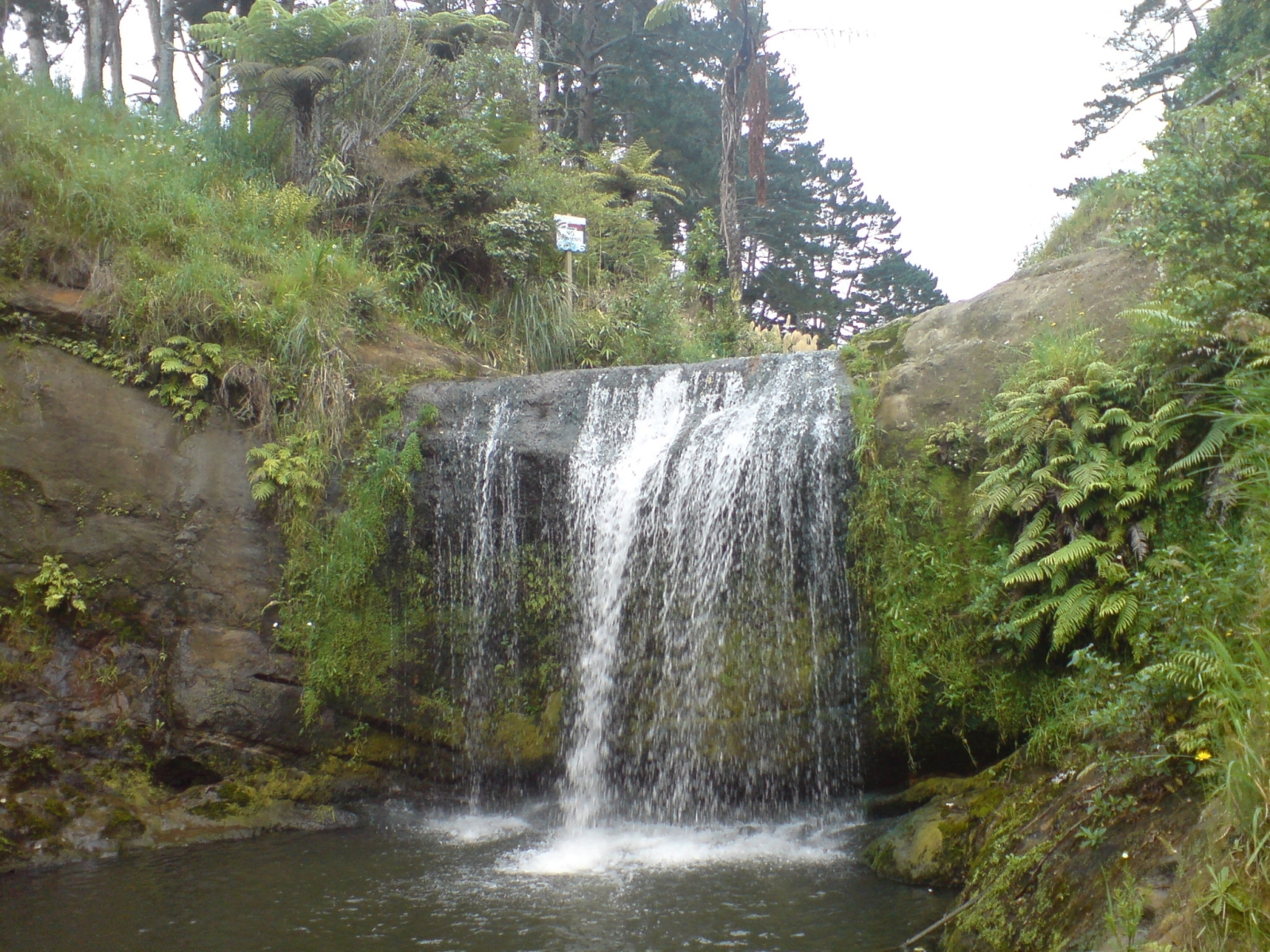
Водопад

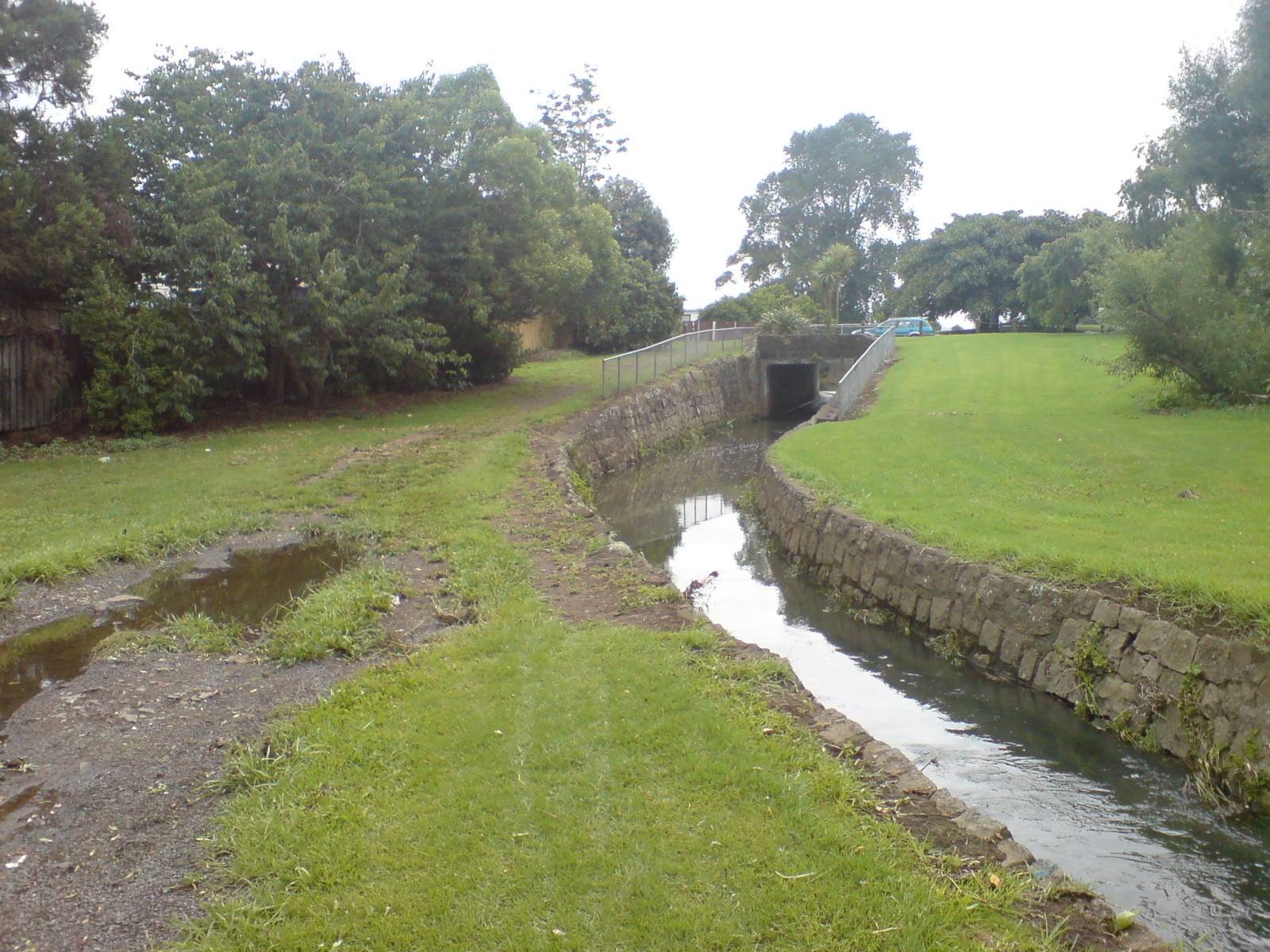
Канализированный участок

Такие части реки, как отрезок русла между Блохадом Бэй-Роуд и Ватервью, подверглись наименьшим изменениям деятельностью человека и сохранили естественную растительность. Вдоль живописной части ручья, расположенной север-западнее горы Альберт проложена дорога. На этой сравнительно небольшой территории расположено большое количество археологических объектов. В этой местности располагалось европейское поселение.
Небольшая группа экологов занимается поддержания реки в естественном, природном состоянии. Главные экологические проблемы — загрязнение реки из-за расположенной неподалёку автомагистрали, влияние которой также осложняет миграцию рыб по реке. В река обнаружена большая концентрация тяжёлых металлов, таких как медь или цинк.
Для смягчения экологической ситуации предлагается разрушение возведённых на реке стен канала.